# Холбрук, Джон Эдвардс
Джон Эдвардс Холбрук (англ. John Edwards Holbrook; 30 декабря 1794, Бьюфорт, Южная Каролина, США — 8 сентября 1871, Массачусетс, США) — американский зоолог, врач и натуралист.

## Биография
Обучался медицине в университете Брауна и в государственном университете Пенсильвании, где получил звание доктора в 1818 году. Работал в Бостоне, до отъезда в 1819 году в университет Эдинбурга, для повышения квалификации врача.
Некоторое время жил в Париже, где завязал дружбу с великими французскими натуралистами Жоржем Кювье (1769—1832), Андре-Мари Дюмериль (1774—1860), Габриэлем Биброном (1806—1848) и Ашилем Валансьеном (1794—1865), личности, которые сильно повлияли на его взгляды.
Вернувшись в США в 1822 году, открывает кабинет в Чарльстоне в Южной Каролине. В 1824 году становится профессором-помощником по анатомии в Школе медицины Южной Каролины, создателем которой он являлся. Во время американской гражданской войны служил, несмотря на свой возраст, хирургом в союзной армии.
В конце войны оставил научное исследование, потому что потерял свои коллекции и свои рукописи.
Опубликовал многочисленные фундаментальные труды о рыбах своей страны: Southern Ichthyology (1847) и Ichthyology of South Carolina (1857).
Герпетологией он занимался с 1836 по 1840 годы. Он опубликовал North American Herpetology, где описал все известные на тот момент виды, большая часть которых обитала на востоке от Миссисипи. Значимость этого труда, именно для прояснения таксономии, позволяет рассматривать Холбрука как отца американской герпетологии.
В 1868 году за свои труды по герпетологии и ихтиологии был избран в Национальную академию наук США.
В честь учёного назван род рептилий Holbrookia (глухие игуаны), земноводное лопатоног Холбрука (Scaphiopus holbrookii) и королевская змея Lampropeltis holbrooki.